# 火ノ国SKILL
火ノ国SKILLは、餓鬼レンジャーの1枚目のシングル。

## 収録曲
1. クチコミ5000
2. 火ノ国SKILL～スイコン.comバージョン～
1stアルバム『UPPER JAM』とベストアルバム『Weapon G』に収録されているものはモッコス・FUNKヴァージョンであり、現時点で、このヴァージョンはこのシングルでしか聴くことが出来ない。
3. 火ノ国SKILL～モッコス・FUNKバージョン～